# The Eiger Sanction
The Eiger Sanction (Brasil: Escalado para morrer / Portugal: A Escalada) é um filme estadunidense de 1975, do gênero suspense, dirigido e estrelado por Clint Eastwood. O roteiro foi baseado no livro de 1972 Eiger Sanction, escrito por Rodney Whitaker.
O filme teve locações na Suíça, Califórnia e Arizona.

## Sinopse
Jonathan Hemlock é um professor universitário e ex-matador. É coagido pela organização governamental denomiada C2, à qual já prestara serviços, para uma última missão: descobrir e eliminar os dois homens que mataram um membro da C2 em Zurique, Suíça.
Hemlock elimina o primeiro. Sobre o segundo alvo, Hamlock descobre ser um montanhista (atividade que Hemlock também exerce) que tentará subir pela face norte do Eiger.

## Elenco
- Clint Eastwood — Jonathan Hemlock
- George Kennedy — Ben Bowman
- Vonetta McGee — Jemima Brown
- Jack Cassidy — Miles Mellough
- Heidi Brühl — Anna Montaigne
- Thayer David — Dragon
- Gregory Walcott — Pope
- Reiner Schöne — Karl Freytag
- Michael Grimm — Anderl Meyer
- Jean-Pierre Bernard — Jean-Paul Montaigne
- Brenda Venus — George
- Candice Rialson — estudante
- Elaine Shore — Cerberus
- Dan Howard — Dewayne